# I legislatura del Regno di Sardegna

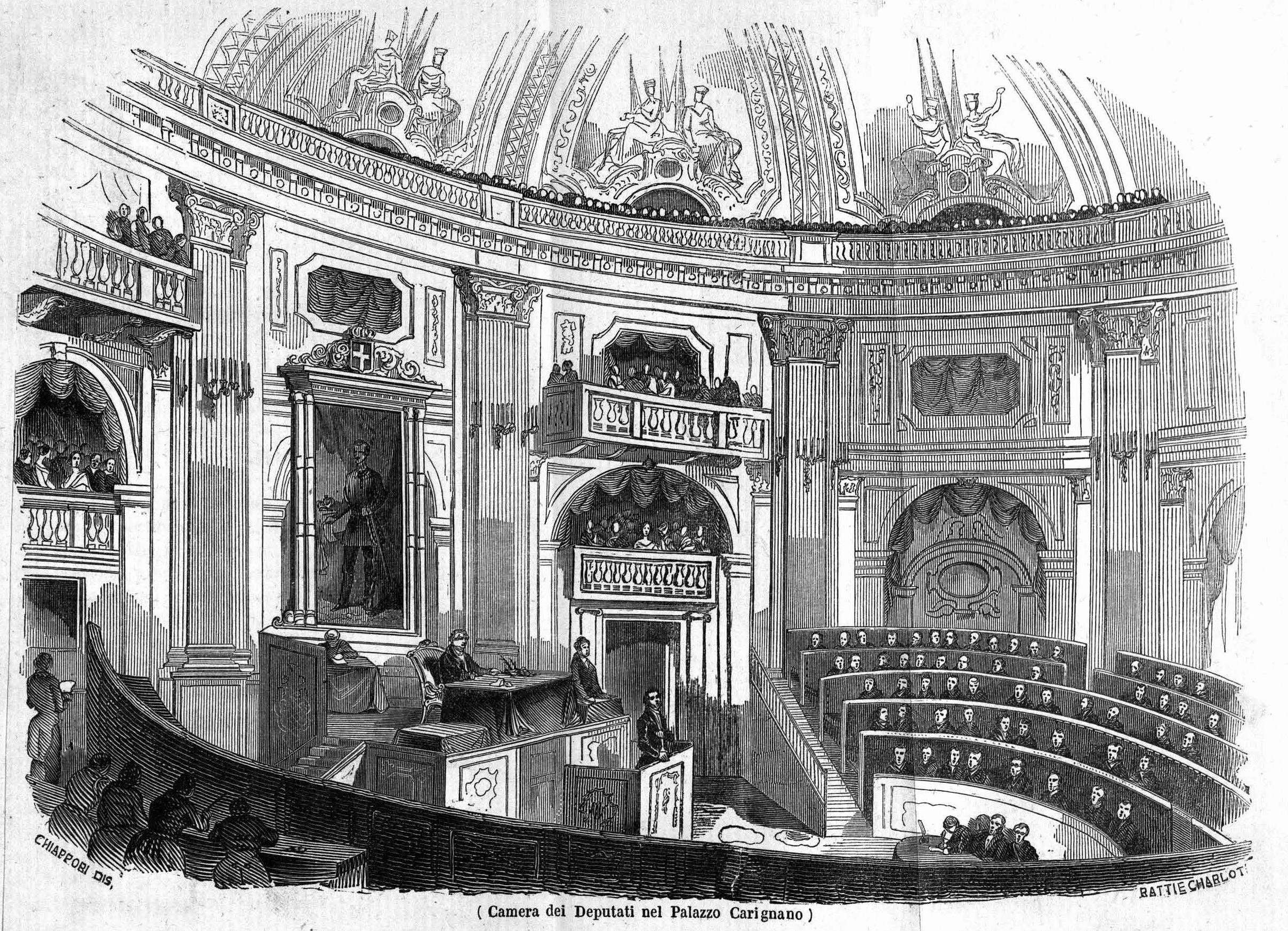
La Camera dei Deputati nel Palazzo Carignano (1848)

La I legislatura del Regno di Sardegna ebbe inizio l'8 maggio 1848 e si concluse il 30 dicembre 1848.

## Elezioni
Mentre il Senato, ai sensi dell'art. 33 dello Statuto, era di nomina regia, e quindi composto di membri, in numero non limitato, nominati a vita dal re, per i 204 membri della Camera vennero indette le elezioni per il 17 aprile 1848, poi prorogate al 27 aprile. Le elezioni si effettuarono a scrutinio uninominale a suffragio ristretto, secondo la legge in vigore.
In seguito furono convocati anche i collegi del Ducato di Parma e Piacenza per l'elezione di 18 deputati, portando così il numero dei membri della Camera a 222.
Gli elettori chiamati alle urne furono 83.369 (l'1,70% della popolazione residente) e i votanti 53.924 (pari al 65,50% degli aventi diritto).
La legislatura, aperta in Torino l'8 maggio 1848, durò 7 mesi e 23 giorni. Si chiuse dopo tre proroghe il 30 dicembre 1848.

## Governi
Governi formati dai Presidenti del Consiglio dei ministri su incarico reale.
1. Governo Balbo (18 marzo 1848 - 27 luglio 1848), presidente Cesare Balbo
2. Governo Casati (27 luglio 1848 - 15 agosto 1848), presidente Gabrio Casati
3. Governo Alfieri (15 agosto 1848 - 11 ottobre 1848), presidente Cesare Alfieri di Sostegno
4. Governo Perrone (11 ottobre 1848 - 16 dicembre 1848), presidente Ettore Perrone di San Martino
5. Governo Gioberti (16 dicembre 1848 - 21 febbraio 1849), presidente Vincenzo Gioberti

## Parlamento Subalpino

### Camera dei Deputati
- Presidente
  - Vincenzo Gioberti, nominato il 16 maggio 1848 (per acclamazione), cessò dalla carica il 29 luglio per nomina a Ministro nel Governo Casati
  - Vincenzo Gioberti, rieletto il 18 ottobre 1848 (91 voti su 116), cessò dalla carica il 16 dicembre per nomina a Presidente del Consiglio dei Ministri
- Vicepresidenti
  - Felice Merlo, nominato il 16 maggio 1848 (85 voti su 119, seconda votazione), cessò dalla carica il 15 agosto per nomina a Ministro nel Governo Alfieri
  - Gaetano De Marchi, nominato il 16 maggio 1848 (67 voti su 119, seconda votazione)
  - Giacomo Durando, nominato il 19 ottobre 1848 (69 voti su 134)

Nella legislatura la Camera dei Deputati tenne 122 sedute.

### Senato del Regno
- Presidente
  - Gaspare Coller, nominato con regio decreto del 3 maggio 1848
- Vicepresidenti
  - Antonio Brignole Sale, nominato con regio decreto del 3 maggio 1848, non assunse la carica
  - Giuseppe Manno, nominato con regio decreto del 5 giugno 1848
  - Cesare Alfieri di Sostegno, nominato con regio decreto del 14 ottobre 1848

Nella legislatura il Senato tenne 39 sedute.

### Atti parlamentari
- Sessione del 1848. Documenti parlamentari, Torino, 1855.
- Sessione del 1848. Discussioni della Camera dei Deputati, vol. 1, Torino, 1856.
- Sessione del 1848. Discussioni della Camera dei Deputati, vol. 2, Torino, 1856.
- Sessione del 1848. Discussioni del Senato del Regno, Torino, 1859.